# 점동초등학교 뇌곡분교
점동초등학교 뇌곡분교는 대한민국 경기도 여주시 점동면 뇌곡리 172에 있었던 초등학교이다.

## 연혁
- 1939년 4월 1일 점동공립심상소학교 부설 뇌곡간이학교 설립인가, 개교(5. 23)
- 1944년 4월 1일 점동공립국민학교 뇌곡분교장 인가
- 1950년 5월 1일 뇌곡국민학교 승격인가, 초대 한숙표 교장 취임
- 1950년 5월 9일 제1회 졸업식(19명)
- 1981년 3월 1일 병설유치원 개원
- 1996년 3월 1일 뇌곡초등학교로 개칭
- 2002년 2월 19일 제53회 졸업식(총 2,100명)
- 2002년 3월 1일 점동초등학교 뇌곡분교장으로 통합(3학급)
- 2012년 3월 1일 폐교